# Кардозу, Жулиана
Жулиана Кардозу (порт. Juliana Cardoso; 22 октября 1979, Сан-Паулу) — бразильская профсоюзная активистка и член городского совета Сан-Паулу от бразильской Партии трудящихся. Некоторое время она была единственной женщиной, представлявшей Партию трудящихся в городском совете Сан-Паулу.

## Ранние годы
Кардозу родилась на окраине Восточной зоны города Сан-Паулу в семье коренного происхождения. Её первый опыт активизма состоялся в качестве волонтёра в базовых церковных общинах и католическом молодёжном служении.
До того, как заниматься политикой на постоянной основе, она работала в туристическом совете Сан-Паулу, где специализировалась на работе, связанной с молодёжью и карнавалом в Сан-Паулу.

## Карьера
Кардозу впервые была избрана депутатом городского совета в 2008 году, она была переизбрана в 2012 году, а затем в 2016 году. В течение нескольких из этих лет Кардозу была единственной женщиной, представлявшей Партию трудящихся в бразильском городском совете. В 2016 году она и Самия Бонфин (Партия социализма и свободы) были единственными членами совета, которые называли себя феминистками.
Кардозу возглавляла Комиссию по правам человека городского совета Сан-Паулу.
В качестве законодателя Кардозу уделяет особое внимание правам детей и подростков, женщин, общественному здравоохранению, жилью и искусству. Она была спонсором городского закона № 15945, обеспечивающего доступ к службам родовспоможения, и городского закона № 15248 о создании Conselho Municipal dos Povos Indígenas (Муниципального совета коренных народов). Кардозу также настаивала на разрешении грудного вскармливания в детских садах.
Кардозу учредила премию Элейэт Саффьоти, которая присуждается тем, кто продвигает права женщин в Сан-Паулу.
В 2017 году Кардозу подверглась нападению во время беспорядков на стоянке мэрии и была незаконно задержана столичной полицией.